# Клин (град)
Клин (град) (рус. Клин) град је у Русији у Московској области. Према попису становништва из 2010. у граду је живело 80.584 становника.

## Становништво
Према прелиминарним подацима са пописа, у граду је 2010. живело 80.584 становника, 2.594 (3,12%) мање него 2002.
| 1939.  | 1959.  | 1970.  | 1979.  | 1989.  | 2002.  | 2010.  |
| ------ | ------ | ------ | ------ | ------ | ------ | ------ |
| 27.691 | 53.322 | 80.875 | 91.487 | 94.908 | 83.178 | 80.585 |

## Партнерски градови
- Орли
- Лапенранта